# شريط الحالة (ألعاب الفيديو)

عرض شريط الحالة في لعبة الفجر النووي صحة الشخصية وذخيرة السلاح وعنوان البوصلة، بينما تعرض أيضًا خريطة المنطقة في الزاوية العلوية اليمنى وعلامة دائرية تشير إلى وجهة اللاعب.

في ألعاب الفيديو، يعد شريط الحالة او HUD هو الطريقة التي يتم من خلالها نقل المعلومات بصريًا إلى اللاعب كجزء من واجهة مستخدم اللعبة.  يُشتق اسمه من شاشات الرأس لأعلى (HUD) المُستخدمة في قمرة قيادة الطائرات الحديثة، والتي تُعرض معلومات طيران حيوية مباشرةً أمام أعين الطيار دون الحاجة إلى النظر بعيدًا عن مسار الطيران.
يُستخدم عرض معلومات اللعبة (HUD) بشكل متكرر لعرض عدة معلومات في نفس الوقت، بما في ذلك صحة الشخصية الرئيسية، والعناصر، ومؤشر تقدم اللعبة (مثل النقاط أو المستوى).

## العناصر المشتركة
- الصحة/الحياة
- الوقت
- الأسلحة/الذخيرة
- القدرات
- القوائم
- تقدم اللعبة
- الخريطة المصغرة
- عداد السرعة
- مقياس التخفي
- البوصلة/سهم المهمة

## أنظر أيضا
- القائمة (الحوسبة)
- الشاشة الثانية